# 兵庫県道284号多利多田線
兵庫県道284号多利多田線（ひょうごけんどう284ごう たりただせん）は、兵庫県丹波市を通る一般県道である。

## 概要
丹波市春日町多利から丹波市春日町多田に至る。

### 路線データ
- 起点：丹波市春日町多利[1]（多利交差点、兵庫県道138号追入市島線）
- 終点：丹波市春日町多田[1]（渡所橋交差点、国道175号交点）
- 総延長：0.3 km[1]

## 路線状況

### 道路施設

#### 橋梁
- 渡所橋（竹田川、丹波市）

## 地理

### 通過する自治体
- 丹波市

### 交差する道路
| 交差する道路            | 交差する場所 | 交差する場所        |
| ----------------------- | ------------ | ------------------- |
| 兵庫県道138号追入市島線 | 春日町多利   | 多利交差点 / 起点   |
| 国道175号               | 春日町多田   | 渡所橋交差点 / 終点 |

### 沿線
- 丹波市立春日部小学校
- 春日部郵便局